# Alexandre Mars
Alexandre Mars, né à Boulogne-Billancourt le 9 décembre 1974, est un entrepreneur, chef d'entreprise, philanthrope et auteur français. Il est ambassadeur et membre du conseil d'administration des Jeux olympiques et paralympiques de Paris 2024.

## Biographie

### Formation
Alexandre Mars effectue sa scolarité au lycée Florent Schmitt de Saint-Cloud, puis poursuit ses études universitaires à l'université de Nanterre, l'université Dauphine et à HEC (promotion 1999).

### Activités professionnelles
En 1992, à dix-sept ans, il crée dans son lycée une entreprise spécialisée dans le domaine de l’organisation de concerts. Le capital récolté lui permet de fonder, à vingt-deux ans la société A2X, une des premières agences web françaises, qu’il revend en 1998 pour se lancer dans le capital-risque. En 2002, il crée Phonevalley, une agence de publicité et de marketing pour téléphones mobiles, qu'il vendra en 2007 à Publicis. En 2006, il fonde ScrOOn, une plateforme spécialisée dans les médias sociaux, qu'il revendra en 2013 à Blackberry.
En 2014, Alexandre Mars fonde blisce/, une société d’investissement responsable certifiée B Corp, dont les bureaux se trouvent à New York et Paris. Les entreprises Spotify, Pinterest, Too Good To Go et Brut notamment ont bénéficié de ses investissements qui concilient performance financière, sociale et environnementale.
Président de la commission sport et société dans le cadre de la candidature de la ville de Paris pour l'organisation des jeux olympiques, il est nommé en 2018 par Tony Estanguet pour siéger au comité d'administration de Paris 2024.

### Activités culturelles et de philanthropie
Les réussites entrepreneuriales d'Alexandre Mars lui permettent de développer des activités de philanthropie.
En 2014, il crée la fondation à but non lucratif Epic, qui sélectionne et soutient financièrement des organisations qui luttent contre les inégalités touchant l’enfance et les jeunes adultes dans les domaines de l’éducation, de la santé, de la protection et de l’insertion sociale et professionnelle, ainsi que des associations qui ciblent l'environnement et l'action climatique. Elle apporte des solutions de dons aux entreprises et aux particuliers.
En 2019, la Harvard Kennedy School a publié une étude de cas pour souligner le modèle innovant d’Epic en matière d’impact social.
Alexandre Mars prône la pratique du partage et du don tant pour les particuliers que pour les entreprises. Il est un défenseur des solutions de dons telles que l’arrondi sur salaire, l’arrondi en caisse et le sharing pledge qui consiste à proposer aux entreprises et particuliers de reverser une part de leurs revenus, bénéfices, actions ou plus-values financières (1% ou plus) au profit d’œuvres.
Enfin, Alexandre Mars est le fondateur de l’EdTech sociale INFIИITE dont la raison sociale consiste à apporter un appui financier à des étudiants français de milieux populaires dans l'accès à de grandes universités et durant les premières étapes de leur vie professionnelle. INFIИITE pratique notamment un prêt étudiant à taux 0 sans garant dit « vertueux », selon lequel l’argent remboursé par un étudiant est reversé au fonds et utilisé afin de financer le prochain bénéficiaire, selon le principe de la chaîne de solidarité.
Depuis 2019, Alexandre Mars anime le podcast PAUSE, dans lequel il reçoit des chefs d’entreprises, des écrivains, des entrepreneurs, des sportifs et des activistes qui évoquent leurs parcours.

## Distinctions
En 2015, Alexandre Mars a été nommé dans le Top 20 des philanthropes de moins de quarante ans par le New York Observer.
En 2016, il a reçu le Trophée de l'Avenir d'Europe 1 dans la catégorie "Personnalité de l'avenir".
En 2018, il figure dans la liste des 50 Français les plus influents du monde selon Vanity Fair.
En 2019, il figure dans la liste des 50 philanthropes de l’année de Town and Country.
Il est nommé en 2019 Chevalier de la Légion d’honneur.

## Vie privée
Alexandre Mars est marié et père de quatre enfants.

## Ouvrages
- La Révolution du partage, Flammarion, 2018[9]
- Giving: Purpose is The New Currency, HarperOne/HarperCollins, 2019[10]
- Ose ! Tout le monde peut devenir entrepreneur, Coédition            Flammarion / Versilio, 2020[11]
- Mission Possible: How to Build a Business for Our Times, Nicholas Brealey Publishing, 2022[12]
- Pause, Pour une vie alignée, Fayard, 2024[13]